# 圣吕西安 (滨海塞纳省)
圣吕西安（法語：Saint-Lucien，法語發音：[sɛ̃ lysjɛ̃]）是法国滨海塞纳省的一个市镇，属于迪耶普区。圣吕西安曾于1973年并入市镇布赖地区锡日，2017年，圣吕西安从布赖地区锡日脱离，再度成为独立市镇。

## 地理
圣吕西安（49°30'30.54"N, 1°26'55.37"E）面积8.71 平方千米，位于法国诺曼底大区滨海塞纳省，该省份为法国北部沿海省份，其西部及北部濒大西洋英吉利海峡，东起顺时针与索姆省、瓦兹省、厄尔省和卡爾瓦多斯省接壤。
与圣吕西安接壤的市镇（或旧市镇、城区）包括：拉沙佩勒圣旺、拉阿洛蒂耶尔、诺莱瓦勒。
圣吕西安的时区为UTC+01:00、UTC+02:00（夏令时）。

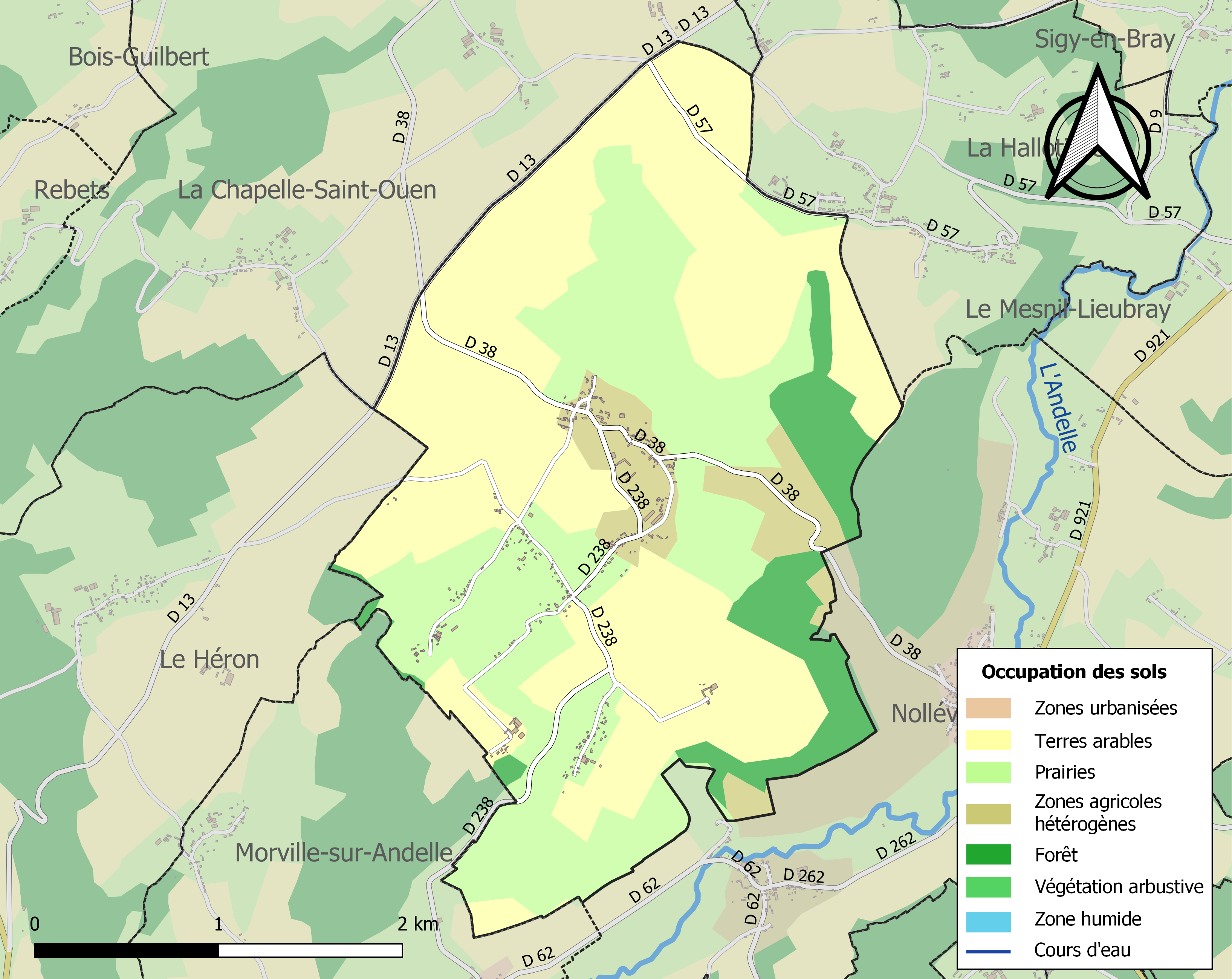
圣吕西安的OSM定位图

## 行政
圣吕西安的邮政编码为76780，INSEE市镇编码为76601。

## 政治
圣吕西安所属的省级选区为布赖地区古尔奈县。

## 人口
圣吕西安于2022年1月1日时的人口数量为233人。